# تبت (۱۹۱۲–۱۹۵۱)
تبت (الفبای تبتی: བོད་
) کشوری در شرق آسیا بود که از فروپاشی سلسله چینگ به رهبری منچو در سال ۱۹۱۲ تا الحاق آن به جمهوری خلق چین در سال ۱۹۵۱ ادامه داشت.
رژیم گاندن فودرنگ تبتی تا سال ۱۹۱۲ تحت الحمایه سلسله چینگ بود.   هنگامی که دولت موقت جمهوری چین تشکیل شد، فرمانی امپراتوری دریافت کرد که به آن کنترل تمام قلمروهای سلسله چینگ را می داد.    با این حال، نتوانست هیچ قدرتی را در تبت اعمال کند. دالایی لاما اعلام کرد که رابطه تبت با چین با سقوط سلسله چینگ پایان یافت و اعلام استقلال کرد. تبت و مغولستان خارجی نیز معاهده‌ای را امضا کردند که در آن استقلال خود از چین را به رسمیت می‌شناسند.  استقلال آن به طور رسمی توسط کشورهای دیگر به رسمیت شناخته نشد.  
پس از مرگ سیزدهمین دالایی لاما در سال ۱۹۳۳، یک هیئت تسلیت که توسط دولت ملی جمهوری چین تحت حاکمیت کومینتانگ برای آغاز مذاکرات درباره وضعیت تبت به لهاسا فرستاده شد، اجازه یافت دفتری باز کند و در آنجا بماند، اگرچه توافقی حاصل نشد. 
این دوران پس از شکست دولت ناسیونالیست جمهوری چین در جنگ داخلی علیه حزب کمونیست چین و ضمیمه شدن تبت به جمهوری خلق چین به تازگی به پایان رسید.

## تاریخ

### سقوط سلسله چینگ (۱۹۱۱)

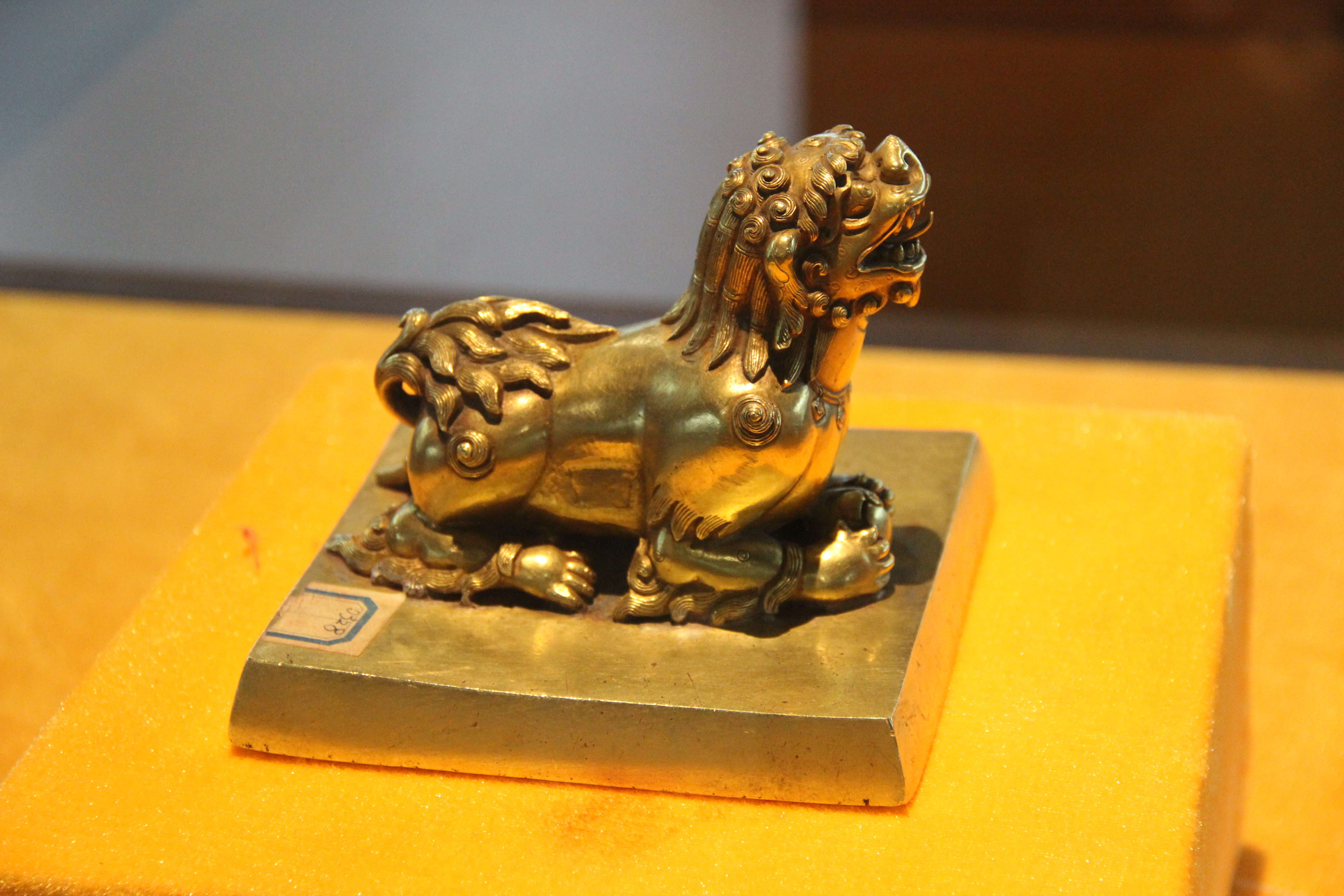
مهر طلا توسط مردم تبت به سیزدهمین دالایی لاما در سال 1909 اهدا شد.

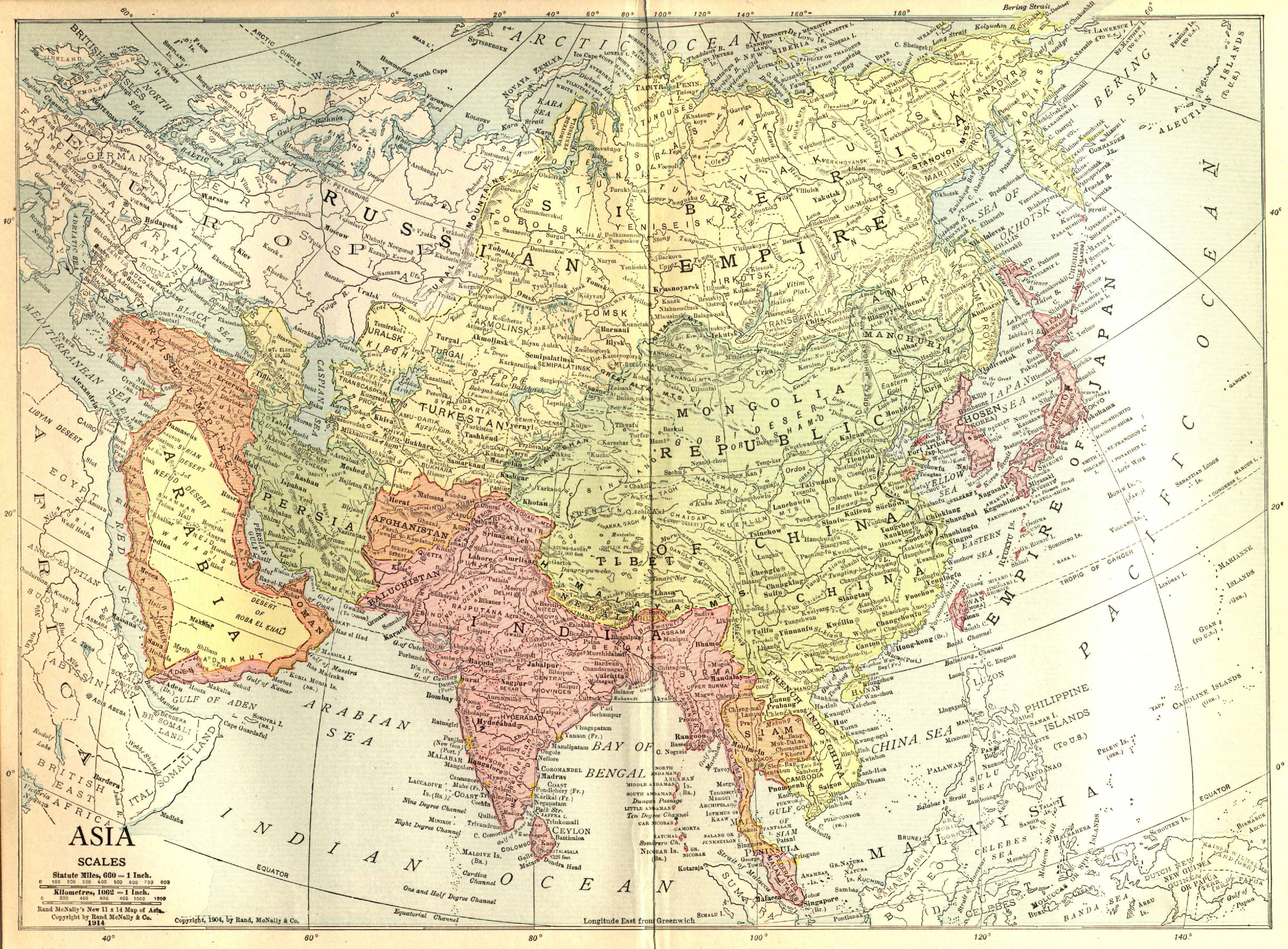
نقشه ای از شرق آسیا در سال ۱۹۱۴ توسط رند مک نالی منتشر شد که تبت را به عنوان منطقه خودمختار جمهوری چین نشان می دهد

تبت در سال ۱۷۲۰ پس از بیرون راندن نیروهای خانات زونگار توسط چینگ، تحت حکومت سلسله چینگ چین قرار گرفت. اما در پایان قرن نوزدهم، اقتدار چین در تبت چیزی بیش از نمادین نبود.  پس از انقلاب شینهای در سال‌های ۱۹۱۱-۱۹۱۲، شبه‌نظامیان تبتی حمله غافلگیرانه‌ای را به پادگان چینگ مستقر در تبت پس از آشفتگی شینهای لهاسا انجام دادند. پس از سقوط سلسله چینگ در سال ۱۹۱۲، مقامات چینگ در لهاسا مجبور به امضای "توافقنامه سه نقطه" برای تسلیم و اخراج نیروهای چینگ در مرکز تبت شدند. در اوایل سال ۱۹۱۲، دولت جمهوری چین به عنوان دولت چین جایگزین سلسله چینگ شد و جمهوری جدید حاکمیت خود را بر تمام قلمروهای سلسله قبلی، که شامل ۲۲ استان چین، تبت و مغولستان خارجی بود، اعلام کرد.  این ادعا در فرمان امپراتوری کنارگذاشتن امپراتور چینگ که توسط امپراتور دواگر لونگیو به نمایندگی از امپراتور شش ساله ژوانتونگ امضا شده بود ارائه شد: "... تمامیت ارضی مستمر سرزمین های پنج نژاد، مانچو ، هان ، مغول ، هوی و تبت در یک جمهوری بزرگ چین" (... ).    قانون اساسی موقت جمهوری چین در سال ۱۹۱۲ به طور خاص مناطق مرزی جمهوری جدید از جمله تبت را به عنوان بخش جدایی ناپذیر ایالت تعیین کرد. 
پس از تأسیس جمهوری جدید، رئیس جمهور موقت چین، یوان شیکای ، تلگرافی به سیزدهمین دالایی لاما فرستاد و عناوین قبلی او را احیا کرد. دالایی لاما این عناوین را رد کرد و پاسخ داد که "در نظر دارد هم حکومت زمانی و هم حکومت کلیسایی را در تبت اعمال کند."  در سال ۱۹۱۳، دالایی لاما، که زمانی که چینگ یک لشکرکشی نظامی برای ایجاد حاکمیت مستقیم چین بر تبت در سال ۱۹۱۰ فرستاده بود، به هند گریخته بود،  به لهاسا بازگشت و اعلامیه‌ای صادر کرد که بیان می‌کرد رابطه بین چینی‌ها وجود دارد. امپراتور و تبت " حامی و کشیش بوده و بر اساس انقیاد یکی از دیگری نبوده است." در این اعلامیه آمده است: «ما ملتی کوچک، مذهبی و مستقل هستیم.  
در ژانویه ۱۹۱۳، آگوان دورژیف و سه نماینده دیگر تبت  معاهده ای را بین تبت و مغولستان در اورگا امضا کردند که به رسمیت شناختن متقابل و استقلال آنها از چین را اعلام کرد. چارلز بل، دیپلمات بریتانیایی نوشت که سیزدهمین دالایی لاما به او گفت که به آگوان دورژیف اجازه نداده است که از طرف تبت قراردادی منعقد کند.   از آنجا که متن منتشر نشده بود، برخی در ابتدا در وجود این معاهده تردید داشتند،  اما متن مغولی توسط آکادمی علوم مغولستان در سال ۱۹۸۲ منتشر شد.  

## جستار های وابسته
- آروناچال پرادش
- تبت جنوبی
- ملل اسیر
- پرچم تبت
- چهار پسر راگبی
- گاندن فودرنگ
- پول تاریخی تبت
- تاریخ تبت (۱۹۵۰–تاکنون)
- کاشاق
- کمیسیون امور مغولستان و تبت
- منطقه تبت (بخش اداری)
- تبت تحت حکومت چینگ